# HD 100546
HD 100546あるいははえ座KR星は、はえ座の方向に、太陽からおよそ360光年の距離にある若い恒星である。その周囲には、大きく広がった星周円盤を含む複雑な星周構造が展開され、注目されている。また、1つないし2つの巨大な惑星、もしくは形成中の惑星がHD 100546の周りに存在すると報告された例があるが、それらには疑問も呈されており、HD 100546の惑星系については不明な点が多い。

## 特徴
| 太陽 | HD 100546 |
| ---- | --------- |
| 太陽 | Exoplanet |

HD 100546は、スペクトル型がB9 Vneに分類される、ハービッグAe/Be型星とみられる。質量は太陽の2.4倍程度、年齢は500万から1000万年と推定されている若い星である。ただし、仮に年齢が1000万年だとすれば、ハービッグAe/Be型星としては上限に近い古さでもある。

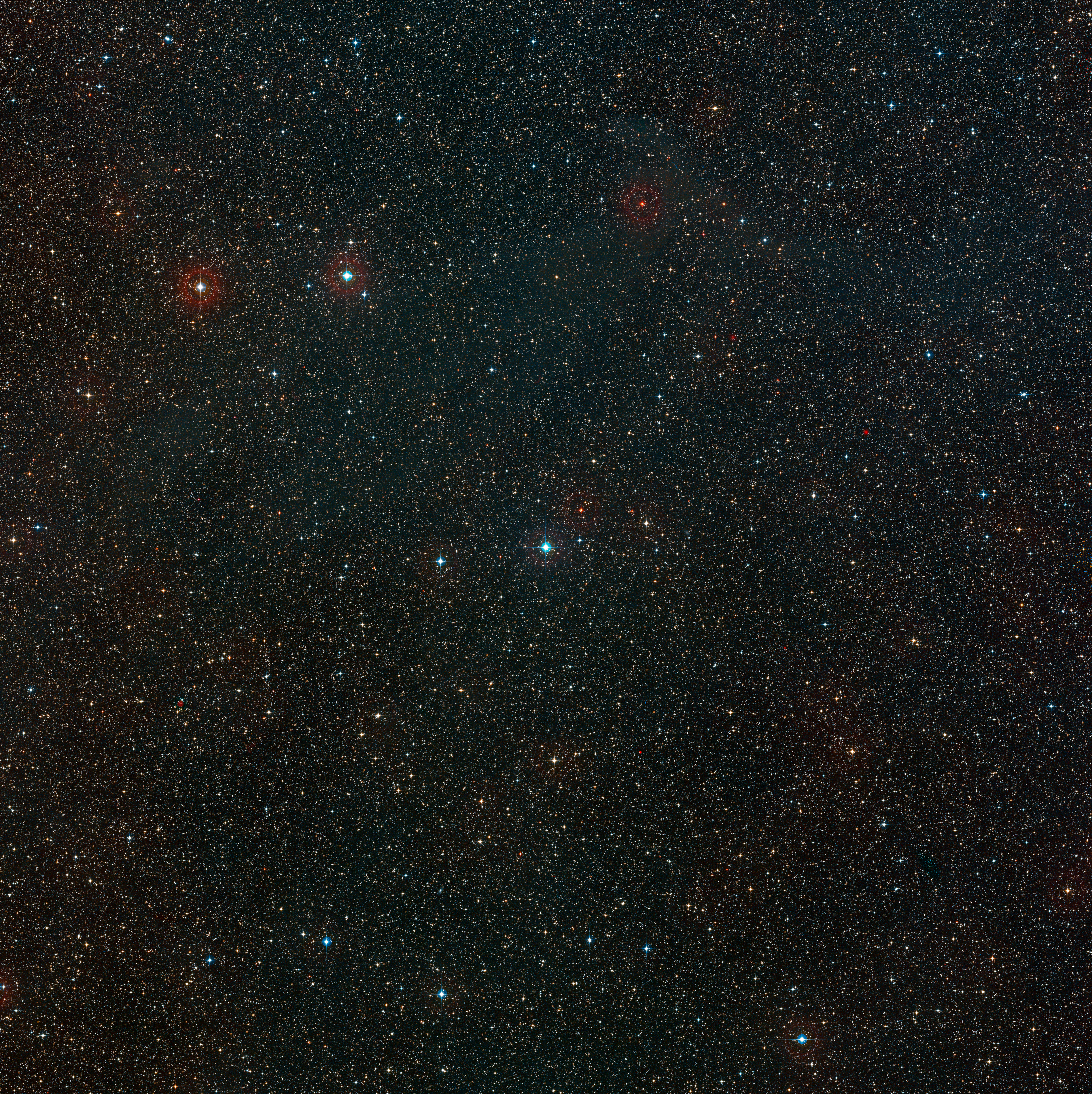
HD 100546付近の広視野画像。中央の明るく青い恒星がHD 100546。出典: ESO / Digitized Sky Survey 2

HD 100546には、ヒッパルコス衛星による観測から変光が発見され、ヒッパルコスでも別の観測でも、アルゴルに似た食変光星であることが示唆されている。これにより、HD 100546には「はえ座KR星」という変光星名も付与され、変光星総合カタログに掲載されている。

## 星周構造
HD 100546には、強い赤外超過がみられることが知られており、ラ・シヤ天文台のESO3.6m望遠鏡と補償光学を用いた観測で、星周円盤の画像が得られた。
ハッブル宇宙望遠鏡や、大口径の望遠鏡と補償光学や干渉法の組み合わせによって、星周円盤のより詳しい構造が徐々に明らかとなり、非対称性や複雑な形状がみえてきた。円盤の見かけの形状は、概ね楕円形をしているが、楕円の短軸方向に面輝度の非対称性があり、円盤の断面は中心から遠ざかる程裾が大きく広がっており、円盤の中心に空洞が存在し、渦状の構造もみえている。円盤中心の空洞の広がり、或いは円盤内縁の半径は、おおよそ15AU程度とみられる。15AUより外側の円盤には、渦状構造がみられるほか、円盤の短軸方向に沿って弧状構造などもみられる。
電波による観測では、中心面に分布する大きい塵粒子からなる円盤の構造が調べられており、中心の空洞は可視光／近赤外線でみえているものの2-3倍大きく、円盤は内側と外側、2つの円盤があることが示された。

## 惑星候補

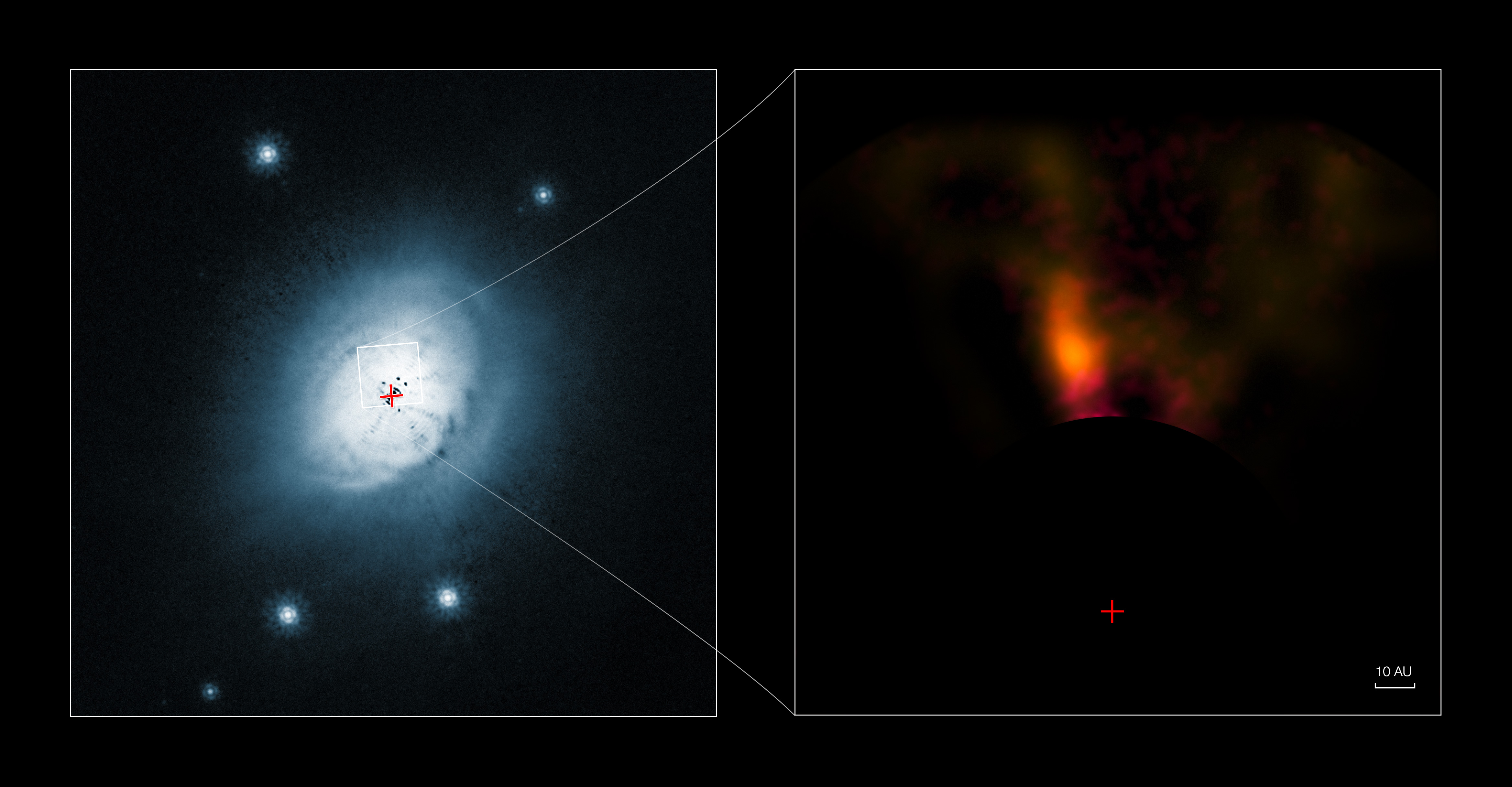
HST（左）とVLT/NACO（右）が観測したHD 100546。HSTは星周円盤全体をとらえ、VLTは惑星候補を検出した。出典: ESO / NASA / ESA / Ardila et al.

HD 100546の星周円盤において、中心の空洞が近赤外線と電波で異なる大きさにみえることや、電波でみたときに内円盤と外円盤とに分かれ、間に空隙があると考えられることは、そこに惑星が存在する可能性を示唆する。そして、実際に惑星候補HD 100546 bが、近赤外線で補償光学を用いた観測によって、HD 100546からおよそ60AUの距離で発見したとの報告がなされている。

### HD 100546 b
HD 100546の周りに惑星が存在する可能性は、星周円盤の星雲輝線の分光観測で、まず指摘された。星雲輝線の分布に歪みがみられ、それが巨大惑星の力学的な影響だと考えられた。そして、超大型望遠鏡VLTで補償光学を用いた近赤外線観測により、HD 100546 bが直接検出された。惑星とみられる光源の大きさは、半径が木星の6.9倍に及ぶ巨大なもので、中心星からの距離は53AUと求められた。
ただし、HD 100546 bが検出された位置は、内外の円盤の間隙と比べると内側に過ぎ、中心の空洞と比べると外側に過ぎるため、星周円盤の特徴から惑星が存在する妥当性を示した議論とは、食い違いがあった。そして、HD 100546 bが検出された位置を更に詳しく観測した結果、HD 100546 bとされた光源が、特定の条件下における分析では点光源にみえるものの、多くの場合はより拡散した構造となった。更に、数年間動いていないことからケプラー運動とも整合がとれず、スペクトルも中心星や星周円盤と差のないものであったことから、HD 100546 bはデータ処理によって人工的に生み出された存在である可能性がでてきた。

### 別の惑星の可能性
円盤の中に位置するHD 100546 bに対し、円盤の中心の空洞に対応する惑星候補についても議論されている。分子輝線を利用して内側の円盤を調べた結果、惑星のようなまとまった質量の影響を受けたとみられる楕円軌道や、原始惑星円盤と整合するような光源の大きさが導かれた。これらの特徴には、惑星がなくとも説明できるとする異論がある一方で、惑星候補が予想される位置に光源が検出されており、円盤内縁辺りに木星の10倍程の質量を持つ形成中の惑星が、存在する可能性があるとみられる。
| 名称 （恒星に近い順） | 質量           | 軌道長半径 （天文単位） | 公転周期 (日)  | 軌道離心率     | 軌道傾斜角 | 半径             |
| --------------------- | -------------- | ----------------------- | -------------- | -------------- | ---------- | ---------------- |
| 内円盤                | ∼ 15—∼ 37 au   | ∼ 15—∼ 37 au            | ∼ 15—∼ 37 au   | ∼ 15—∼ 37 au   | ∼ 44°      | —                |
| b                     | —              | 53 ± 2                  | —              | —              | —          | 6.9 +2.7 −2.9 RJ |
| 外円盤                | ∼ 152—∼ 228 au | ∼ 152—∼ 228 au          | ∼ 152—∼ 228 au | ∼ 152—∼ 228 au | ∼ 44°      | —                |